# Schnepfenberger Salzbach
Der Schnepfenberger Salzbach ist ein knapp einen Kilometer langer Bach im rheinland-pfälzischen Landkreis Südwestpfalz. Er ist ein linker Zufluss des Salzbachs im Südwestlichen Pfälzerwald.

## Geographie

### Quellbäche
Der Schnepfenberger Salzbach entsteht im Staatsforst Westrich östlich des Kleinen Schiffelskopfs und südlich des Schnepfenbergs aus zwei Quellbächen.

#### Rechter Quellbach
Der etwa 0,5 km lange rechte Quellbach hat ein Einzugsgebiet von 46,2 ha. Obwohl er kürzer ist als der linke, wird er amtlicherseits als Teil des hydrologischen Hauptstrangs angesehen (GKZ 23722596).
Er entspringt nördlich eines Waldwegs im Gebiet der Ortsgemeinde Lemberg auf einer Höhe von ungefähr 284 m ü. NHN in einem Laubwald östlich des 380 m hohen Kleinen Schiffelskopfs.
Er fließt, begleitet von einem Waldweg, in ostnordöstlicher Richtung durch den Wald, passiert nach etwa 400 Meter die Gemeindegrenze von Lemberg nach Ruppertsweiler und vereinigt sich kurz danach auf einer Höhe von etwa 237 m ü. NHN mit dem linken Quellbach  (⊙).

#### Linker Quellbach
Der ungefähr 0,6 km lange linke Quellbach hat ein Einzugsgebiet von 70,9 ha und obwohl er kürzer ist als der rechte ist und ein kleineres Einzugsgebiet hat, wird er amtlicherseits als ein Zufluss des Schnepfenberger Salzbachs angesehen (GKZ 237225962).
Er entspringt  auf einer Höhe von etwa 272 m ü. NHN südlich des Schnepfenbergs auf dem  Gebiet der Ortsgemeinde Ruppertsweiler  (⊙). Seine Quelle liegt direkt nördlich eines Waldwegs, der an der Grenze zwischen den Ortsgemeinden Lemberg und Ruppertsweiler entlangführt. Etwa westlich davon lag das ehemalige US-Munitionsdepot Ruppertsweiler Ammo Area 65 (GY 998).
Der Bach fließt ostwärts entlang der Gemeindegrenze durch Laubwald und wird nach gut 100 Meter auf seiner linken Seite von einem aus dem Nordwesten kommenden knapp 200 Meter langen zweiten Quellast verstärkt. Er zieht dann ostsüdostwärts weiter an der Grenze entlang durch das Waldgewann Buttertum und fließt nach gut einem halben Kilometer mit dem rechten Quellbach zusammen.

### Weiterer Verlauf
Der vereinigte Bach fließt nun ostwärts und überquert nach etwa 30 Meter die Grenze von Ruppertsweiler nach Lemberg und bildet anschließend hintereinander drei kleine Fischweiher.
Er unterquert dann noch die  L 487 und mündet schließlich beim Drei-Gemeinde-Eck (Lemberg, Ruppertsweiler und Hinterweidenthal) auf einer Höhe von ungefähr 223 m ü. NHN in einer Feuchtwiese von links in den aus dem Süden kommenden unteren Salzbach.  Auf der anderen Seite des Salzbachs steht der 320,9 m hohe Etschberg und knapp 700 m bachaufwärts im Süden mündet der Schiffelsbach.
Der 923 m lange Lauf des Schnepfenberger Salzbachs endet ungefähr 61 Höhenmeter unterhalb des Ursprungs seines rechten Quellbachs, er hat somit ein mittleres Sohlgefälle von etwa 66 ‰.

### Einzugsgebiet
Das 1,47 km² große Einzugsgebiet des Schnepfenberger Salzbachs liegt im Südwestlichen Pfälzerwald und wird durch ihn über den Salzbach, die Lauter und den Rhein zur Nordsee entwässert.
Es grenzt
- im Süden an das Einzugsgebiet des Schiffelsbachs, der in den Salzbach mündet;
- im Westen an das der  Rodalb, die über den Schwarzbach, die Blies, die Saar und die Mosel in den Rhein entwässert;
- im Norden  an das des Walmersbachs, der in den Salzbach mündet und
- ansonsten an das des Salzbachs direkt.

Fast das gesamte Einzugsgebiet ist bewaldet, nur im Mündungsbereich dominieren Feuchtwiesen. Die höchste Erhebung ist der Schnepfenberg mit einer Höhe von 434,3 m ü. NHN im Nordwesten des Einzugsgebiets.